# James Moody (Komponist)
James Moody (* 17. November 1907 in Belfast; † 1995) war ein irischer Stummfilm-Begleitpianist und Komponist. 
Er schrieb viele Stücke für Mundharmonika, darunter 22 mit Klavierbegleitung, drei mit Streichorchester, acht mit Symphonieorchester, sowie viele Kammermusikwerke für Mundharmonikaensemble, Mundharmonika mit Harfe, Mundharmonika mit Streichquartett und andere Instrumentenkombinationen.
Seine Mundharmonikawerke sind allesamt Tommy Reilly gewidmet, mit dem er auch oft gemeinsam musizierte.

## Werke
- Quintet for Harmonica and Orchestra
- Spanish Fantasy for Harmonica and Orchestra
- Irish Fallen Suite for Harmonica and Orchestra
- Mexican Fantasy „Yacaranda“ for Harmonica and Orchestra
- Dance Suite Francais for Harmonica and Harp
- Little Suite for Harmonica and Orchestra (or piano)

| Personendaten    | Personendaten                                   |
| ---------------- | ----------------------------------------------- |
| NAME             | Moody, James                                    |
| KURZBESCHREIBUNG | irischer Stummfilm-Begleitpianist und Komponist |
| GEBURTSDATUM     | 17. November 1907                               |
| GEBURTSORT       | Belfast                                         |
| STERBEDATUM      | 1995                                            |